# Wieluń (Białoruś)
Wieluń (biał. Вялюнь, Wialuń; ros. Велюнь) – wieś na Białorusi, w obwodzie brzeskim, w rejonie brzeskim, w sielsowiecie Czernie.
Dawniej wieś i majątek ziemski. W dwudziestoleciu międzywojennym leżał w Polsce, w województwie poleskim, w powiecie brzeskim, w gminie Kosicze. Po II wojnie światowej w granicach Związku Sowieckiego. Od 1991 w niepodległej Białorusi.